# Профільна лінія
Лінія профільна (рос. линия профильная, англ. datum line, profile line; нім. Profillinie f, Schnittlinie f) – пряма або ламана лінія, по якій розташовуються репери (робочі та опорні) станції спостережної для відстеження процесу зрушення земної поверхні, деформацій гірських порід. Являє собою важливий і необхідний конструктивний елемент при натурних спостереженнях за процесом зрушення земної поверхні і гірських порід під впливом гірничих розробок.
У більшості випадків спостережна станція у вигляді однієї або кількох Л. п. закріплюється на земній поверхні в місцях, які підлягають чи будуть підлягати підробці гірничими виробками. Виконуючи маркшейдерські інструментальні вимірювання протягом тривалого періоду (від одного до десятків років) по кожній Л.п., одержують параметри процесу зрушення та деформації земної поверхні. Це дає можливість розробити заходи охорони споруд та об’єктів поверхні і товщі порід або дати прогноз відносно можливості будівництва в районах, де проектуються гірничі розробки.